# Konstanty Przezdziecki (pułkownik)
Konstanty Gabriel Przezdziecki (ur. 6 września?/18 września 1879 w Woropajewie, zm. 21 kwietnia 1966 w Sztokholmie) – ziemianin, pułkownik kawalerii Wojska Polskiego.

## Życiorys
Urodził się 18 września 1879 roku w rodzinnym majątku Woropajewo w rodzinie Konstantego i jego żony Elżbiety Izabeli jako bliźniaczy brat Stefana. Miał jeszcze dwóch braci Józefa i Rajnolda i dwie siostry Marię i Helenę.
W armii carskiej dosłużył do stopnia pułkownika ułanów lejbgwardii. Przed pierwszą wojną brał udział w konkursach hippicznych i należał do najlepszych jeźdźców. 
W 1912 roku został kawalerem maltańskim. W następnym roku wraz z braćmi otrzymał dziedziczny tytuł hrabiowski od cara Mikołaja II.
Po odzyskaniu przez Polskę niepodległości został zweryfikowany w stopniu podpułkownika i służył w 3 pułku ułanów w Dowództwie Okręgu Generalnego Kielce.
W lutym 1922 roku objął dowództwo w 14 pułku ułanów Jazłowieckich a następnie w połowie 1925 roku został komendantem Szkoły Podchorążych Kawalerii w Grudziądzu.
W zamachu majowym wezwał podchorążych do wierności legalnemu rządowi, skutkiem czego został przeniesiony w stan spoczynku i wyjechał do majątku Woropajewo na Wileńszczyźnie.
Gospodarując założył tartak parowy, nowoczesną hutę szkła, cegielnie, olejarnie, suszarnie i inne warsztaty przemysłowe. Urządzał w rozległych lasach znane polowania na które zapraszał przebywających w Polsce na placówkach dyplomatów zagranicznych.
Był inwestorem i właścicielem hotelu Polonia Palace oraz wchodził w skład zarządu spółki akcyjnej Hotel Europejski. Wspierał finansowo Niższą Szkołę Hotelarską, która miała siedzibę w Hotelu Polonia.
Żonaty był z Zofią z d. Lubomirską, miał jedną córkę Gabrielę. Od 1940 roku przebywał w Szwecji, zmarł w Sztokholmie 21 kwietnia 1966 roku i pochowany jest na cmentarzu katolickim Haga Norra.